# Archaeodontosaurus descouensi
Archaeodontosaurus descouensi (kan tolkas som "ödla med gamla tänder"; namnet är tillägnat den franske naturvetaren Didier Descouens) är en art av dinosaurier som tillhör släktet Archaeodontosaurus, en sauropod eller prosauropod från mellersta jura (bathonian-skedet, 167 miljoner år sedan) i det som idag är Madagaskar. Typarten, Archaeodontosaurus descouensi, hittades i september 2005. Den är troligen en sauropod med prosauropod-lika tänder och kan ha varit så lång som 15 meter och vägt upp till 40 ton. Dock är det är svårt att säga eftersom fynden är så få.

## Fynd
Man har hittat en underkäke med flera tänder i efter Archaeodontosaurus i Isalo-formationen i nordvästra Madagaskar. Käken har drag som liknar de hos väl utvecklade sauropoder, medan tänderna är litet mer primitiva och liknar de hos de äldre prosauropoderna, det vill säga smala med sågtandade kronor. Ett vanligare drag hos tidiga sauropoder är att de har låga, prosauropod-lika underkäkar med sauropod-lika, skedformade tänder. Fyndet tyder på att Archaeodontosaurus kan ha varit en basal sauropod som utvecklat sig åt ett annat håll än resterande sauropoder. Det fossila materialet efter Archaeodontosaurus påminner om det hos Bothriospondylus och Lapparentosaurus, som också har hittats i Isalo-formationen på Madagaskar.

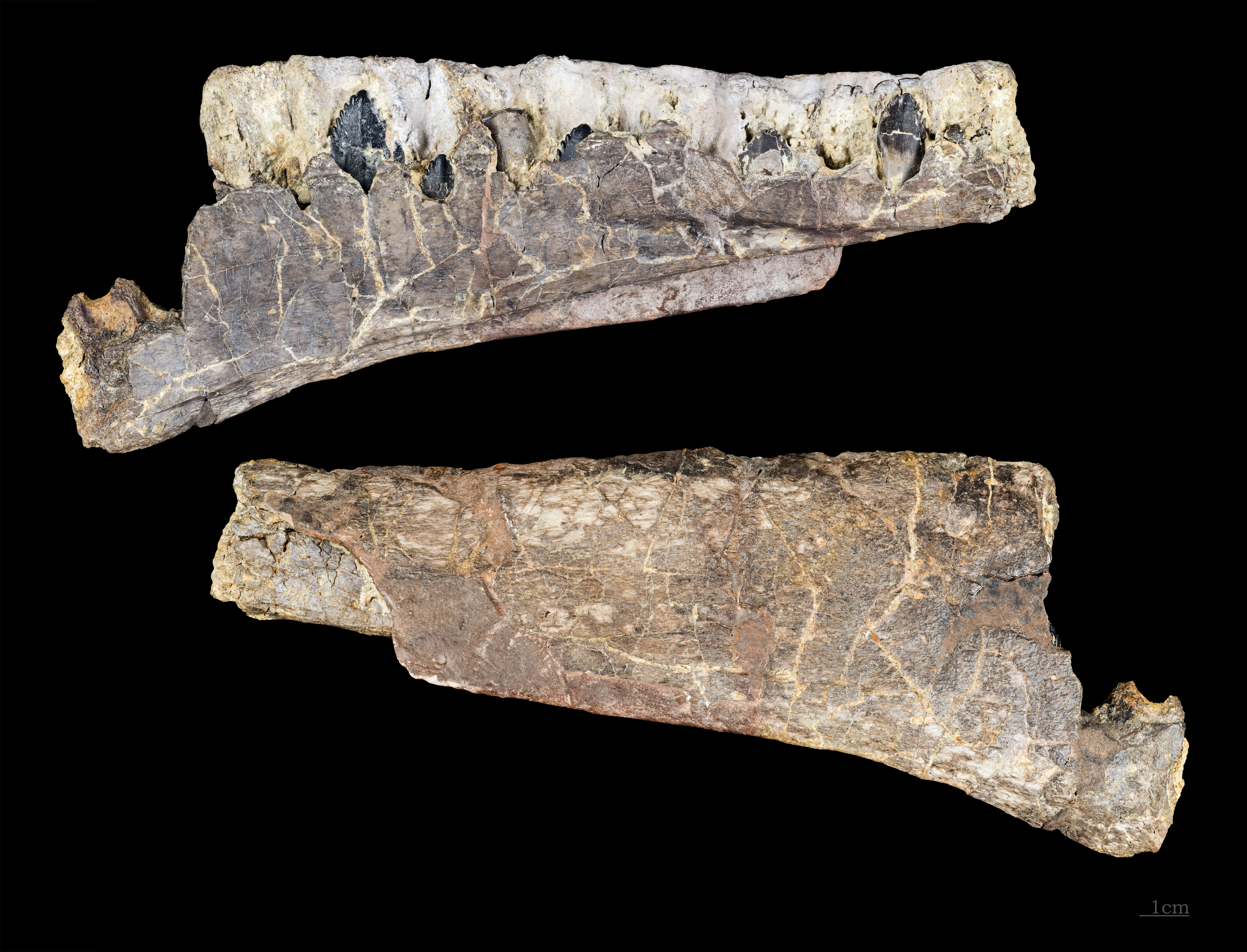
Archaeodontosaurus descouensi

## Namngivning
Archaeodontosaurus har fått sitt namn från den klassiska grekiskans ord kἀρχαῖος/archaios, som betyder 'gammal', οδων/don, som betyder 'tand', och det vanliga suffixet hos dinosaurier σαῦρος/saurus, som betyder 'ödla' eller 'reptil'. Namnet syftar på att djuret hade så gamla tänder för att ha varit så utvecklat. Eric Buffetaut beskrev den 2005.

## Omgivning
I samma formation som Archaeodontosaurus har man också hittat Bothriospondylus och Lapparentosaurus, två stora brachiosaurida sauropoder. Man har också hittat fossila rester efter ett rovdjur, Razanandrongobe, som antingen var en theropod eller en krokodil. Huruvida Razanandrongobe kunde rå på sauropoder som Archaeodontosaurus är inte svårt att säga, eftersom den var det största rovdjuret på Gondwana under sin tid.